# Zofia Kossak-Szczucka

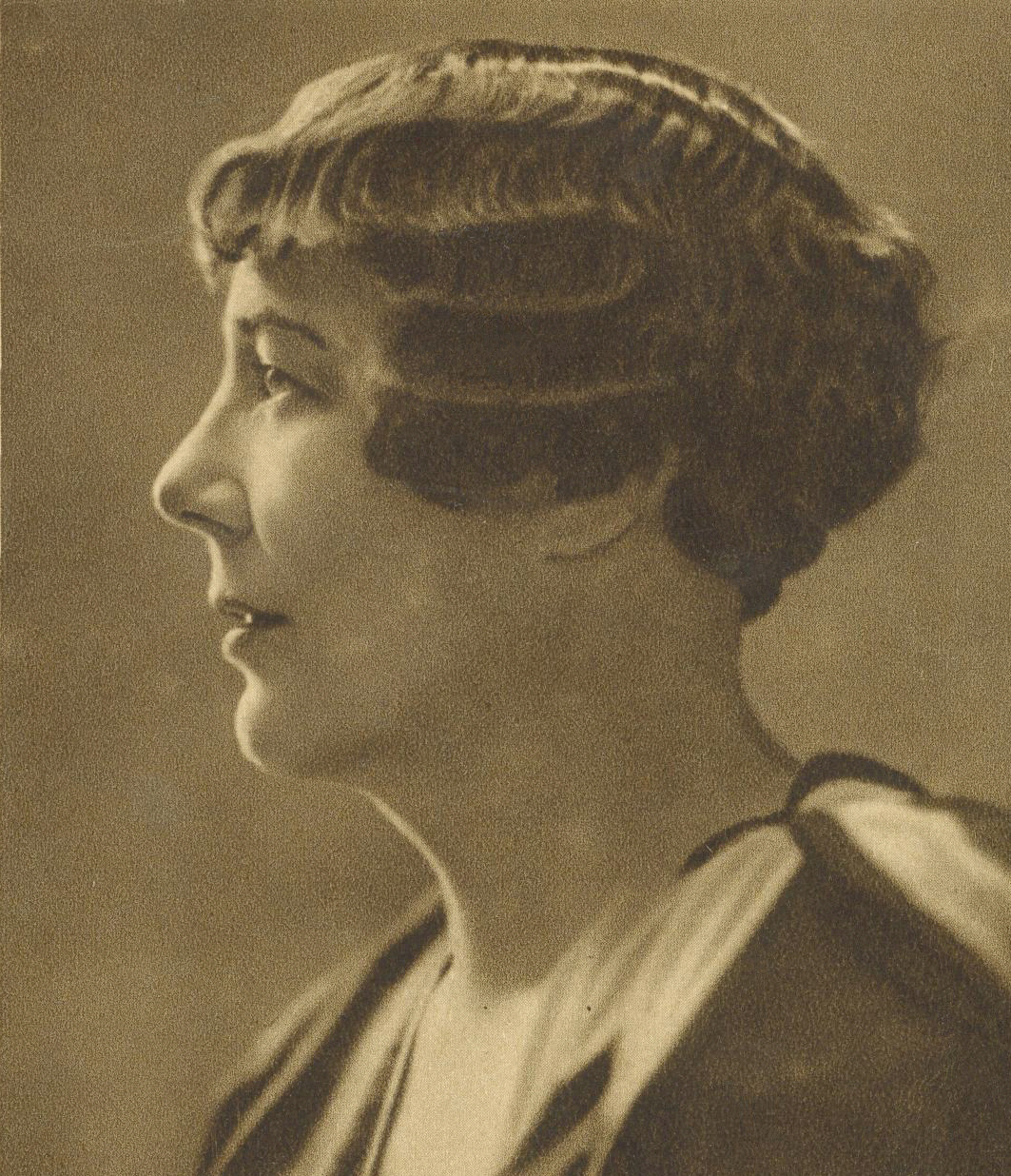
Zofia Kossak-Szczucka 1933

Zofia Kossak-Szczucka, später Zofia Kossak-Szatkowska, geb. Kossak (* 10. August 1889 in Kośmin, Kongresspolen (heute Gmina Żyrzyn); † 9. April 1968 in Bielsko-Biała), war eine polnische Schriftstellerin, Widerstandskämpferin und Initiatorin der Żegota.

## Leben und Werk
Sie war Tochter von Tadeusz Kossak (dem Zwillingsbruder des Malers Wojciech Kossak) und Enkelin von Juliusz Kossak, der ebenfalls Maler war. In den meisten Publikationen wird 1890 als ihr Geburtsjahr angegeben; die neuste Forschung nennt allerdings 1889 als Geburtsjahr. Ihre Kindheit und Jugend verbrachte sie im russisch beherrschten Ostpolen; ab 1906 lebte und arbeitete sie als Gouvernante in Warschau. Anschließend studierte sie an der dortigen Kunstakademie, später auch an der Kunstakademie in Genf. 1915 heiratete sie Stefan Szczucki und zog mit ihm nach Wolhynien zurück, wo sie die Bauernaufstände und den Polnisch-Sowjetischen Krieg erlebte. Ihre Erlebnisse während dieses Krieges verarbeitete sie in ihrem literarischen Werk. Sie attackierte darin die Bolschewiken und wies auf die jüdische Herkunft vieler Spitzenfunktionäre hin.
1921 verwitwete sie und 1923 zog nach Górki Wielkie in den polnischen Teil des Teschener Schlesiens um, wo sie 1925 ihren zweiten Ehemann Zygmunt Szatkowski heiratete. In ihren Werken entdeckte sie für die polnischen Leser die schlesische Landschaft (Volkskunde der Teschener Walachen und der Schlesischen Goralen, wie auch die Figur von Ondraszek – eigentlich aus dem mährisch-lachischen Sprachgebiet). 1932 erhielt sie den Literaturpreis der Woiwodschaft Schlesien und 1936 den goldenen Lorbeerkranz der polnischen Literaturakademie (Złoty Wawrzyn Polskiej Akademii Literatury). Sie wurde konservativen katholischen Kreisen zugerechnet, Kritiker unterstellten ihr eine antisemitische Einstellung.
Den Anfang und die ersten Jahre des Zweiten Weltkriegs erlebte sie in Warschau, wo sie konspirativ und karitativ aktiv war. Sie stand an der Spitze der katholischen Untergrundorganisation Front Odrodzenia Polski (Front für die Wiedergeburt Polens) und in dieser Funktion publizierte sie im August 1942 einen Protest gegen den Holocaust, der überwiegend auf Informationen von Jan Karski beruhte. Der Protest wurde in den Mikrofilm aufgenommen, der vom Büro für Information und Propaganda der Heimatarmee (BIP) zusammengestellt worden war, um die britische Regierung über die Lage der Juden zu informieren. Der Protest endete mit den Worten:

„Wir wollen nicht wie Pilatus sein. Wir haben nicht die Absicht, uns den deutschen Mördern aktiv zu widersetzen; wir haben keine Chance, sie zu besiegen oder jemanden zu retten. Aber wir protestieren aus tiefstem Herzen, aus Herzen, die erfüllt sind von Mitgefühl, Abscheu und Entsetzen. Es ist uns von Gott befohlen, dass wir protestieren – Gott, der uns verboten hat zu töten. Unser christliches Gewissen verlangt es von uns. Jede Kreatur, die sich Mensch nennt, hat ein Recht auf Nächstenliebe. Das Blut der Hilflosen ruft die Himmel um Bestrafung an. Wer immer diesen Protest nicht unterstützt, ist kein Katholik.“

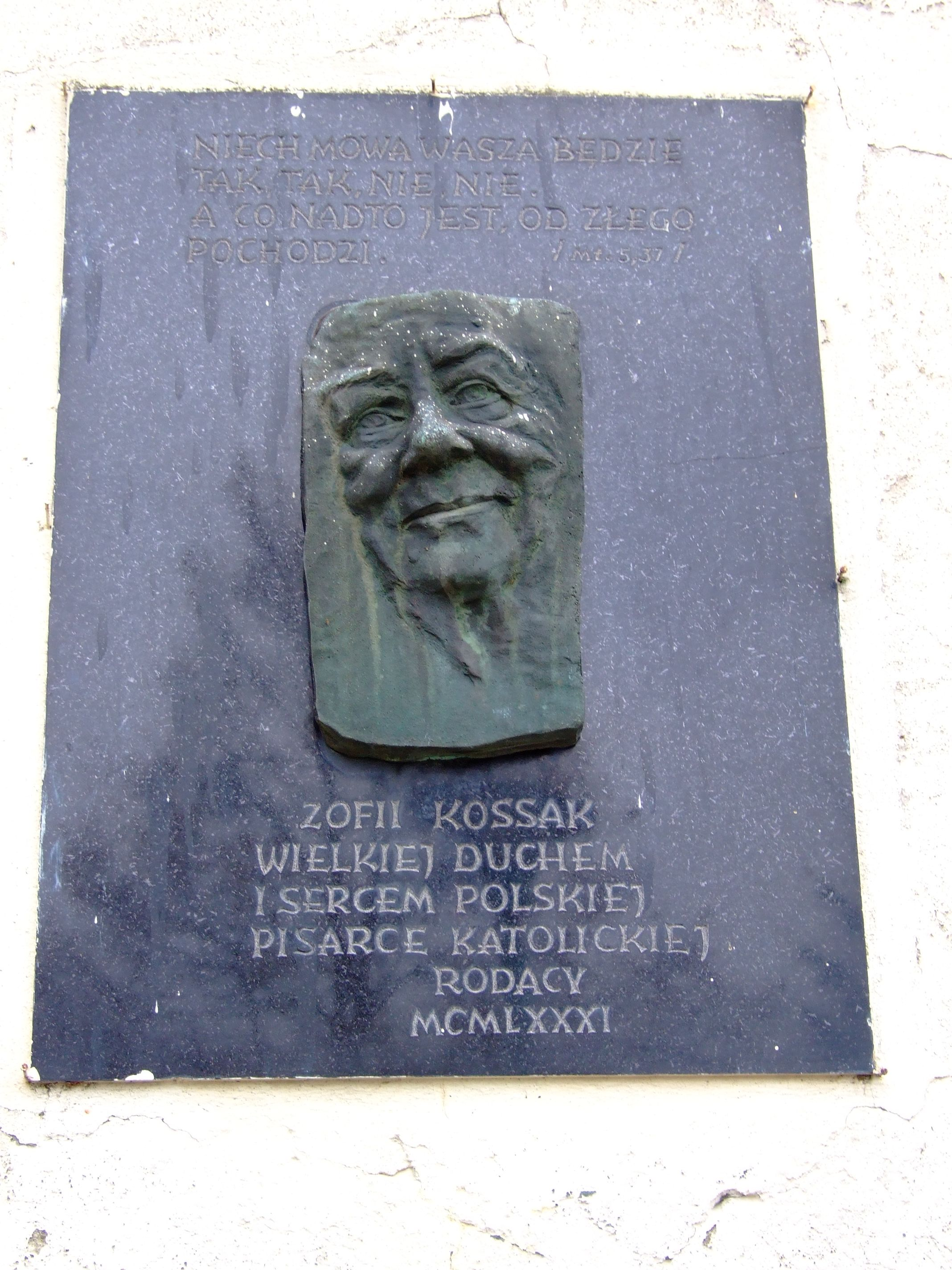
„Für Zofia Kossak, die berühmte polnische katholische Schriftstellerin, eine großmütige und mutige Frau. Von ihren Mitbürgern, 1981“ (Erinnerungsplakette an der Außenwand der Allerseelen-Pfarrkirche in Górki Wielkie)

Sie war Initiatorin der Żegota, einer Organisation, die durch die Ausgabe falscher Personalpapiere vermutlich mehrere Tausend Juden vor der Vernichtung bewahrte. Sie unterhielt Kontakte zur geheimen militant katholischen Organisation Unia und schrieb für die Untergrundzeitung Polska żyje (Polen lebt). 1943 wurde sie verhaftet und in das Arbeitslager Auschwitz I deportiert, anschließend wurde sie im Warschauer Gestapo-Gefängnis Pawiak interniert. 1944 kam sie frei, nachdem Bekannte den Wachmannschaften des Gefängnisses ein Schmiergeld bezahlt hatten.

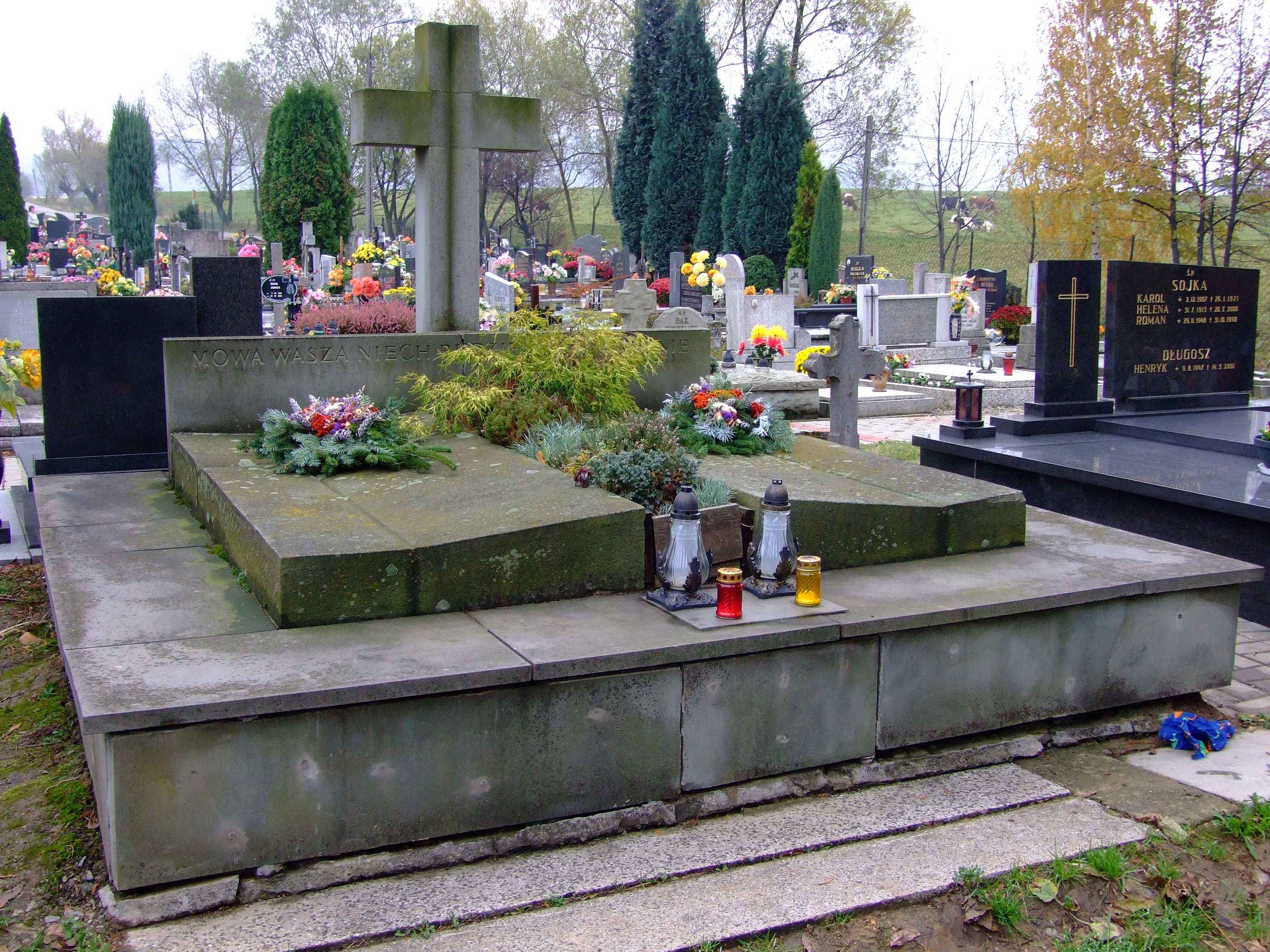
Grab von Zofia Kossak-Szczucka in Górki Wielkie

Nach Kriegsende bildete sich eine kommunistische Regierung unter sowjetischer Oberhoheit. Im Juni 1945 wurde Zofia Kossak von dem neuen polnischen Innenminister, dem jüdischstämmigen Jakub Berman, vorgeladen. Er empfahl ihr dringend, das Land zu verlassen, da das Regime unter Bierut nach Kriegsende begann, den nichtkommunistischen polnischen Widerstand zu verfolgen. Durch seinen Bruder Adolf Berman hatte er Kenntnis davon, was Zofia zur Lebensrettung zahlreicher Juden getan hatte. So rettete er ihr das Leben. Zofia floh in den Westen. 1945 arbeitete sie in der polnischen Roten-Kreuz-Mission in London, anschließend blieb sie 12 Jahre in England in Cornwall.
1957 kehrte sie nach Polen zurück und publizierte hauptsächlich in der katholischen Presse. 1964 unterzeichnete sie den sog. Brief 34 (list 34), einen Protestbrief Antoni Słonimskis zum Thema Redefreiheit.
Zofia Kossak starb am 9. April 1968 in Bielsko-Biała und wurde in Górki Wielkie beigesetzt.
Zofia Kossaks Tochter Anna Szatkowska lebte in der Schweiz; sie hat ein Buch über die Teilnahme ihrer Mutter am Warschauer Aufstand 1944 publiziert.

## Rezeption
Der Schriftsteller Tadeusz Borowski, der selbst in Auschwitz interniert war, warf Kossak-Szczuckas vor, in ihrem unter dem Titel „Aus dem Abgrund“ (Z otchłani) erschienenen Bericht über ihre Zeit in dem Lager habe sie fantasiert, es handle sich um „Tagebücher von Alice im Wunderland“.
Das Bildungsministerium der von der nationalpopulistischen Partei PiS geführten Regierung setzte 2021 fünf ihrer Werke auf den Lektüreplan für Oberschulen.

## Ehrungen
- Goldener Lorbeer der Polnischen Akademie für Literatur
- Zofia Kossak gehörte dem Lazarus-Orden an und wurde mit dessen Großem Ehren- und Anerkennungskreuz geehrt.
- Orden Polonia Restituta (Offizier)
- Zofia Kossak wurde von der Gedenkstätte Yad Vashem für die Opfer des Holocaust, die sich in Jerusalem befindet, als „Gerechte unter den Völkern“ geehrt.
- 2009 wurde sie gemeinsam mit zwei anderen Frauen von der Nationalbank Polens mit einer Gedächtnismünze geehrt (siehe Żegota).

## Werke
Im polnischen Original:
| Beatum scelus (1924)                                | Beatyfikacja Skargi                                                                                        | Bez oręża (1937)                           | Błogosławiona wina                                       | Błogosławiony Jan Sarkander ze Skoczowa                    |
| Bursztyny                                           | Chrześcijańskie posłannictwo Polski                                                                        | Dzień dzisiejszy (1931)                    | Dziedzictwo                                              | Gość oczekiwany                                            |
| Gród nad jeziorem                                   | Kielich krwi - obrazek sceniczny w dwóch aktach                                                            | Kłopoty Kacperka góreckiego skrzata (1924) | Król trędowaty (1937)                                    | Krzyżowcy - powieść (1935)                                 |
| Ku swoim (1932)                                     | Legnickie pole (1930, deutsch Die Wahlstatt von Liegnitz Übersetzung O. F. Battaglii, Kösel & Pustet 1931) | Na drodze                                  | Na Śląsku                                                | Nieznany kraj – wybór opowiadań (1932)                     |
| Ognisty wóz                                         | Pątniczym szlakiem. Wrażenia z pielgrzymki (1933)                                                          | Pod lipą                                   | Pożoga (powieść). Wspomnienia z Wołynia 1917–1919 (1922) | Prometeusz i garncarz                                      |
| Przygody Kacperka, góreckiego skrzata               | Przymierze (1952)                                                                                          | Purpurowy szlak                            | Puszkarz Orbano                                          | Rewindykacja polskości na Kresach                          |
| Rok polski: obyczaj i wiara                         | S.O.S. ... !                                                                                               | Skarb Śląski                               | Suknia Dejaniry                                          | Szaleńcy Boży (1929)                                       |
| Szukajcie przyjaciół – powieść dla młodzieży (1933) | Topsy i Lupus (1931)                                                                                       | Trembowla                                  | Troja północy (razem z Zygmuntem Szatkowskim)            | W Polsce Podziemnej: wybrane pisma dotyczące lat 1939–1944 |
| Warna                                               | Wielcy i mali (1927)                                                                                       | Z dziejów Śląska                           | Z miłości (1925)                                         | Z otchłani: wspomnienia z lagru                            |
| Złota wolność (1928)                                | |                                            |                                                          |                                                            |

In französischer Übersetzung:
- Du Fond de l’Abime, Seigneur..., Editions Albin Michel (1951) (über ihre Erlebnisse in Auschwitz)

Spätere deutsche Übersetzungen:
- Beim ersten Stern der Nacht, 16 Weihnachtliche Erzählungen aus Polen (der letzte Text ist von Zofia Kossak), Evangelische Verlagsanstalt, Berlin 1976
- Der Bund, Union Verlag, Berlin 1958
- Der Held ohne Waffe, Otto Verlag, Olten 1949
- Die Kreuzfahrer, Bd. 1 und 2, Union Verlag, Berlin 1962
- Frommer Frevel, Otto Walter Verlag, Olten 1947
- Gottes Narren, St. Benno Verlag, Leipzig 1960